# Moacir Aparecido de Freitas
Moacir Aparecido de Freitas (* 22. August 1962 in Ibirá, São Paulo, Brasilien) ist ein brasilianischer Geistlicher und Bischof von Votuporanga.

Wappen von Moacir Aparecido de Freitas.

## Leben
Moacir Aparecido de Freitas empfing am 11. Dezember 1987 das Sakrament der Priesterweihe für das Bistum São Carlos. Nach langjähriger Tätigkeit als Gemeindepfarrer wirkte er ab 2008 als Spiritual des Priesterseminars von São Carlos.
Am 20. Juli 2016 ernannte ihn Papst Franziskus zum ersten Bischof von Votuporanga. Die Bischofsweihe spendete ihm am 11. Oktober desselben Jahres Paulo César Costa, Bischof von São Carlos; Mitkonsekratoren waren der Erzbischof von Campinas, Airton José dos Santos, und der Erzbischof von Ribeirão Preto, Moacir Silva. Elf Tage später fand die Amtseinführung (Inthronisation) statt.